# Eustrotia sugii
Eustrotia sugii är en fjärilsart som beskrevs av Tanaka 1973. Eustrotia sugii ingår i släktet Eustrotia och familjen nattflyn. Inga underarter finns listade i Catalogue of Life.